# Kosmos 111
Kosmos 111 (em russo: Космос que significa Cosmos), foi a designação de uma missão não tripulada conduzida pela União Soviética, composta por uma espaçonave robótica com intenção de orbitar a Lua. 

## A espaçonave
Fabricada pelo NPO Lavochkin (OKB-301) usando a plataforma tipo E-6C ela se assemelhava à Luna 10, lançada posteriormente. Pesando 1.350 kg no lançamento, sendo 245 kg do módulo orbital, que tinha 1,5 m de altura e 75 cm de diâmetro, com os seguintes instrumentos a bordo:
- Magnetômetro
- Espectrômetro de raios gama
- Cinco contadores de disparo de gás
- Dois dispositivos de captura de íons e partículas carregadas
- Detector de micrometeoritos piezoelétrico
- Detector infravermelho
- Contadores de fótons de raio-X de baixa energia

## A missão
O lançamento da Kosmos 111, ocorreu em 1 de Março de 1966 as 11:03:49 UTC, através de um foguete Molniya-M, a partir da plataforma 31/6. A missão resultou em falha. O estágio superior do tipo L, perdeu o seu controle de rolagem e não conseguiu colocar a espaçonave em sua trajetória lunar. Ela reentrou na atmosfera dois dias depois.